# Rebecca Piva
Rebecca Piva (Bologna, 1º maggio 2001) è una pallavolista italiana, schiacciatrice della Pro Victoria.

## Biografia
È figlia d'arte in quanto suo padre è l'ex pallavolista Alberto Piva, che ha militato per squadre quali Modena, Cesenatico, Sassuolo e Bologna, mentre la madre è Brunella Filippini ex giocatrice di San Lazzaro, Reggio Emilia, Faenza e Imola e della nazionale.

## Carriera

### Club
Rebecca Piva entra nel mondo della pallavolo nel 2017 giocando nelle giovanili della Idea Volley Bologna per poi approdare al Volley Trecate di Novara. Nel 2019 approda all'Olimpia Teodora Ravenna con la quale resta per 2 anni, mentre nella stagione 2021 si accasa a Trento con la quale esordisce in Serie A1 ma a metà stagione passa a  Brescia con la quale vince la Coppa Italia di Serie A2. Nella stagione 2022-2023 ritorna in A1 vestendo i colori di Casalmaggiore, mentre per l'annata 2023-24 si accorda invece con la UYBA. Dopo due annate a Busto, nella stagione 2025-26 si trasferisce alla Pro Victoria.

### Nazionale
Esordisce con la maglia azzurra nella VNL del 2021, venendo convocata da Davide Mazzanti.

## Palmarès

### Club
- Coppa Italia di Serie A2: 1

2021-22